# Amblin Entertainment
Amblin Entertainment ist eine US-amerikanische Film- und TV-Produktionsfirma, die von Steven Spielberg sowie den Filmproduzenten Kathleen Kennedy und Frank Marshall 1980 gegründet wurde und eine Tochtergesellschaft von Amblin Partners ist. Amblin hat seinen Hauptsitz in Universal City und ist der Partner von mehreren Filmstudios, insbesondere Universal Pictures.

## Geschichte
Die Amblin Production Company wurde 1969 von Steven Spielberg gegründet. 1984 wurde seine bisherige Einzelunternehmung in Amblin Entertainment mit den weiteren Teilhabern Kathleen Kennedy und Filmproduzent Frank Marshall umfirmiert.
Amblin Entertainment trägt den Namen von Spielbergs erstem offiziell veröffentlichten Film Amblin’ aus dem Jahre 1968, ein Kurzfilm über einen Mann und eine Frau, die durch die Wüste trampen. Das firmeneigene Logo zeigt die Silhouette von E.T., der, in Elliots Fahrradkorb sitzend, am Mond vorbeifliegt, eine Szene aus dem Film E.T. – Der Außerirdische. Der Film, welcher sich auf Produktionskosten in Höhe von 10.000.000 USD belief, lief bei Universal Pictures und sicherte Spielberg neue Regie-Projekte. Die Universal Studios vertreiben zahlreiche Amblin Entertainment-Produktionen und Amblin Entertainment selbst operiert von einem Gebäude aus, welches sich auf dem Universal-Gelände befindet.
Die Amblin-Produktion, die von der Kritik am meisten gefeiert wurde, ist Schindlers Liste aus dem Jahre 1993. Der Film wurde für zwölf Oscars nominiert und gewann sieben, einschließlich Bester Film. Der Film ist darüber hinaus zu einem Lehrfilm an High Schools geworden. Ein begleitender Studienführer, Facing History, wurde, mit der Erlaubnis von Amblin und Universal, entworfen.
1993 und 2020 arbeitete Amblin zusammen mit Warner Bros. Animation an der Zeichentrickserie Animaniacs und war auch an der Produktion für den Animaniacs Film Wakko's Wunsch beteiligt.
Amblin Entertainment arbeitet seit vielen Jahren mit verschiedenen Studios zusammen wie mit Warner Bros., Paramount Pictures, Columbia Pictures usw., aber in erster Linie arbeitet Amblin Entertainment mit Universal Pictures zusammen. 

## Filmografie (Auswahl)
- 1982: E.T. – Der Außerirdische (E.T. the Extra-Terrestrial)
- 1983: Unheimliche Schattenlichter (Twilight Zone: The Movie)
- 1984: Gremlins – Kleine Monster (Gremlins)
- 1985: Die Goonies (The Goonies)
- 1986: Feivel, der Mauswanderer (An American Tail)
- 1985: Die Farbe Lila (The Color Purple)
- 1985: Zurück in die Zukunft (Back to the Future)
- 1987: Das Reich der Sonne (Empire of the Sun)
- 1988: Falsches Spiel mit Roger Rabbit (Who Framed Roger Rabbit)
- 1988: In einem Land vor unserer Zeit (The Land Before Time)
- 1989: Zurück in die Zukunft II (Back to the Future Part II)
- 1990: Arachnophobia
- 1990: Zurück in die Zukunft III (Back to the Future Part III)
- 1991: Hook
- 1992: Schindlers Liste (Schindler’s List)
- 1993: Jurassic Park
- 1993–1998: Animaniacs
- 1994–2009: Emergency Room – Die Notaufnahme (ER)
- 1996: Twister
- 1997: Men in Black
- 1997: Vergessene Welt: Jurassic Park (The Lost World: Jurassic Park)
- 1998: Der Soldat James Ryan (Saving Private Ryan)
- 1998: Deep Impact
- 2001: Jurassic Park III
- 2001: A.I. – Künstliche Intelligenz (A.I. Artificial Intelligence)
- 2002: Catch Me If You Can
- 2002: Men in Black II
- 2002: Minority Report
- 2004: Terminal (The Terminal)
- 2005: Krieg der Welten (War of the Worlds)
- 2005: München (Munich)
- 2005: Die Geisha (Memoirs of a Geisha)
- 2006: Monster House
- 2006: Flags of Our Fathers
- 2006: Letters from Iwo Jima
- 2007: Transformers
- 2009: Transformers – Die Rache (Transformers: Revenge of the Fallen)
- 2009: In meinem Himmel (The Lovely Bones)
- 2011: Super 8
- 2011: Gefährten (War Horse)
- 2011: Die Abenteuer von Tim und Struppi – Das Geheimnis der Einhorn (The Adventures of Tintin)
- 2012: Men in Black 3
- 2012: Lincoln
- 2014: Transformers: Ära des Untergangs (Transformers: Age of Extinction)
- 2015: Bridge of Spies – Der Unterhändler (Bridge of Spies)
- 2015: Jurassic World
- 2016: BFG – Big Friendly Giant (The BFG)
- 2018: Ready Player One
- 2018: Jurassic World: Das gefallene Königreich (Jurassic World: Fallen Kingdom)
- 2019: Men in Black: International
- 2019: Cats
- 2021: West Side Story
- 2022: Jurassic World: Ein neues Zeitalter (Jurassic World Dominion)
- 2022: Die Fabelmans (The Fabelmans)
- 2023: Die Farbe Lila (The Color Purple)
- 2024: Twisters
- 2025: Jurassic World: Die Wiedergeburt (Jurassic World Rebirth)
- 2025: The Thursday Murder Club